# Karnaphuset
Karnaphuset (også Klokkergården eller Skovridergården) er et fredet bindingsværkshus i Østergade 2 i Rønne på Bornholm. Det blev opført i 1753 som en del af Karnapgården. Huset har navn efter den karakteristiske karnap ud mod gaden, der er den sidste af en almindelig byggeskik i byen. Stuen er berømt for sin dekoration af landskabsmalerier direkte på væggene og hollandske fliser.

## Historie
Karnaphuset blev opført i 1753 som en del af en trelænget gård.
I 1830 indrettedes stuen med malede døre og paneler og tre landskabsmalerier over dørene. Helt unikt for Bornholm blev der sat 850 blå-hvide hollandske fliser op på væggene. Huset er det eneste på øen, som har hollandske fliser.

I 1857 blev en del af gården solgt fra som en selvstændig ejendom. I 1867 blev den del overtaget af klokker Jochum P. Kofoed fra den nærliggende Sankt Nicolai Kirke. Han flyttede ind i tagetagen med sin kone og 10 børn. Inden var gården opdelt i tre ejendomme. I 1890 blev yderligere en del af huset solgt fra. I 1900 blev der opført et sidehus. Kofoeds kone døde i 1935, hvorefter det blev overtaget af deres datter Valborg.
I 1920-1947 udførte arkitekten K. Thorsen arbejde på flere af de gamle gårde i Rønne, og han fandt ud af, at mange af dem havde haft karnapper som Karnaphuset, men at det var den eneste tilbageværende.
I 1974 blev huset fredet. På det tidspunkt var det fortsat i familien Kofoeds eje, men var udlejet til Forsvaret. I 1977 blev det restaureret, da Nationalmuseet fandt ud af, hvor dårlig stand det og særligt karnappen var i. Næsten alt træværk var rådnet og erstattet med mursten. Det blev solgt i 1986 til en ejer, der påbegyndte yderligere restaurering, men som aldrig fuldførte det. Det endte med at Kulturarvsstyrelsen købte huset i 2004 for at redde det fra forfald. Styrelsen betalte 540.000 kr for huset, og der blev gennemført en gennemgribende restaurering for omkring 5 mio. kr. Sidehuset fra 1900 blev revet ned og erstattet med et nyt i 2008, hvorefter det blev solgt til fotografen Suste Bonnén for 1,9 mio. kr.
I 2011 blev huset sat til salg for 2,5 mio. kr.
I 2013 var huset en del af boligprogrammet Liebhaverne på TV 2, men uden at blive solgt. Det udlejes nu. I 2014 udgav Bonnén en bog om at bo i fredede huse.

## Beskrivelse
Hele bygningen er på 19 fag men den fredede del kaldet Karnaphuset er kun de seks midterste fag. Huset dækker et areal på 107 m2, men med overetagen er der 158 m2.
Hele anlægget har to porte til baggården. Bygningen er i dag gulkalket med rødt tegltag. Taget er et sadeltag bortset fra på karnappen, hvor der er rundbuet.
Stuen er indrettet med hollandske fliser, paneler og landskaber malet direkte på væggen over de tre døre.